# Indiai rúpia
A rúpia (hindiül: रुपया) India hivatalos pénzneme. A pénz kibocsátását az Indiai Központi Bank ellenőrzi.
Az Unicode szabványban a U+20b9 pontban szerepel a rúpia jele: ₹.

## Név
India nagy részén a pénzt rúpi, rúpáji, rupaj, rubaj vagy más, a szanszkrit rupjakámból (dénavágarí írással रूप्यक) származó néven nevezik. Ennek jelentése: ezüst, ezüstből készült érme. Azonban Nyugat-Bengáliában, Tripurában, Oriszában és Asszámban az indiai rúpia elnevezése a szanszkrit ṭanka szóból származik. Emiatt a rúpiát bengáliul টাকা ṭakának, asszámiul টকা tôkának, orijául ଟଙ୍କା ṭôngkának nevezik, és az indiai bankjegyeken ezt ৳-vel jelölik, és ki is írják ezeket a neveket is.

## Története
2009. december 8-án kivonták az 1 és a 2 rúpiás bankjegyet.
2016. november 8-án az indiai miniszterelnök bejelentette, hogy éjféltől kivonták a régi 500 és 1000 rúpiás bankjegyeket. Az ok a korrupcióból származó "fekete pénz" visszaterelése a legális gazdaságba. Az intézkedés hatására kígyózó sorok álltak több napon keresztül a bankok előtt hogy megszabaduljanak a régi bankjegyeiktől, bár azok december 30-ig forgalomban maradtak. A napi átváltási limit 10 000 rúpia, míg a heti limit 20 000 rúpia volt.

## Érmék

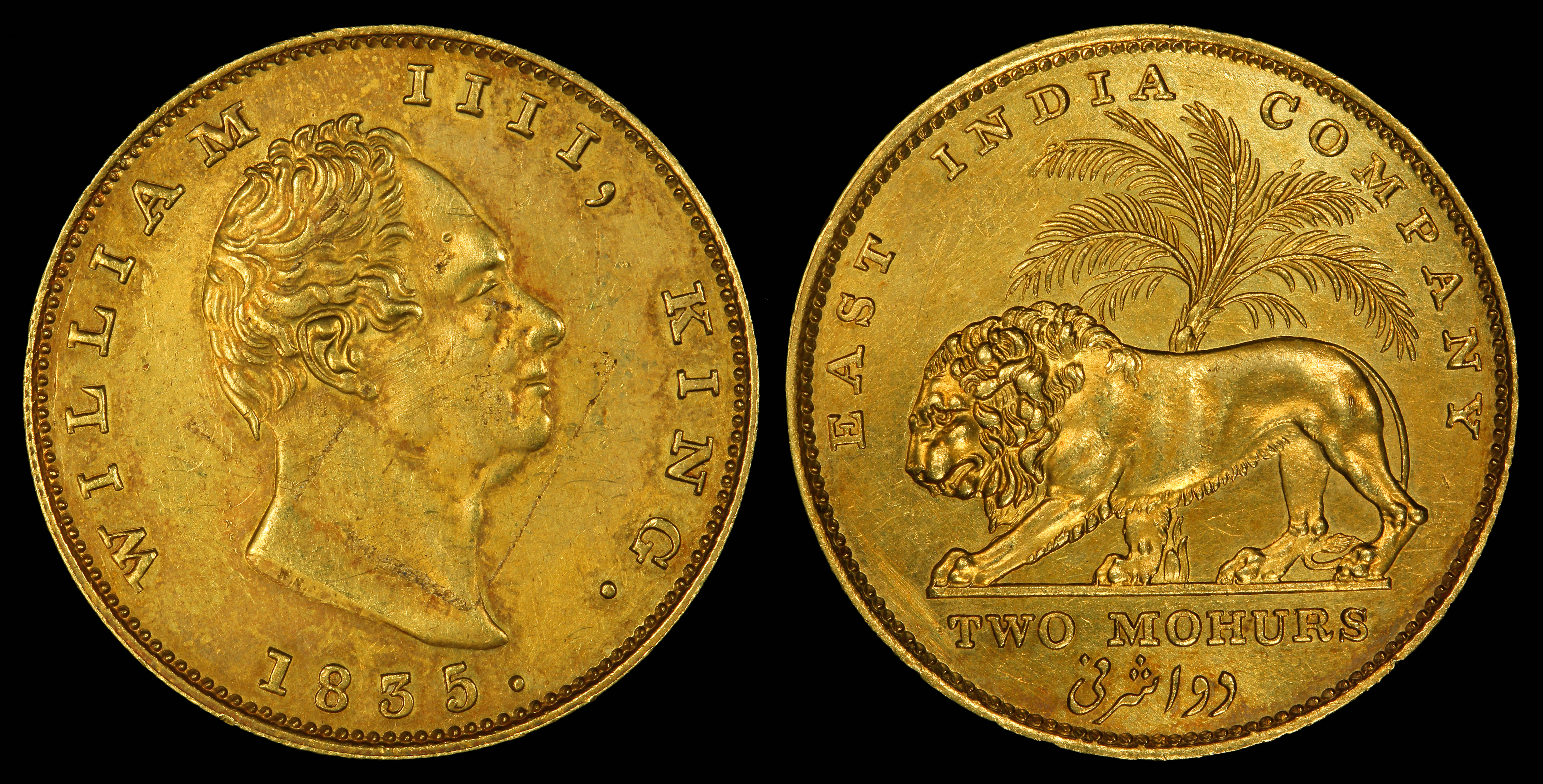
A Kelet-indiai Társaság (East India Company) 1835-ös, IV. Vilmos brit király nevében és portréjával, India számára vert 2 mohur névértékű aranyérméje (=30 ezüst rúpia).
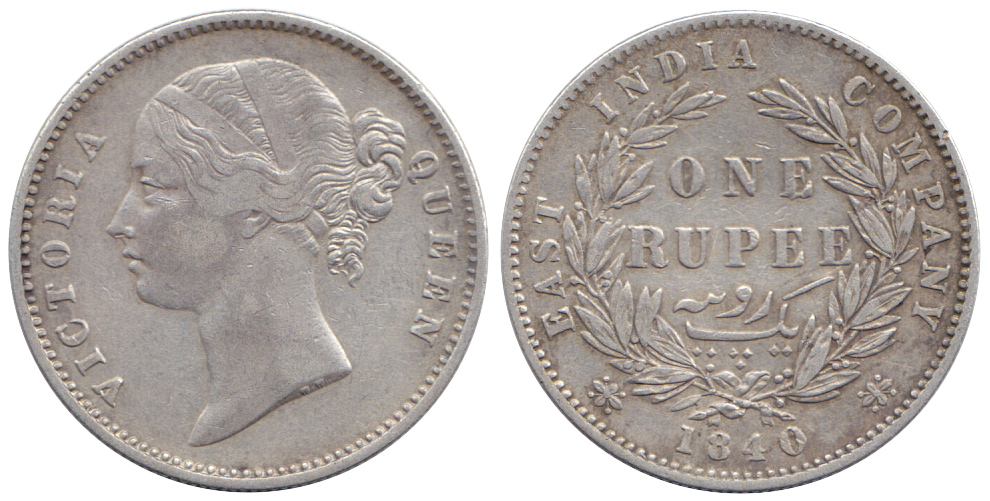
A Kelet-indiai Társaság 1840-es, Viktória brit királynő nevében és portréjával, India számára vert 1 rúpia névértékű ezüstérméje.
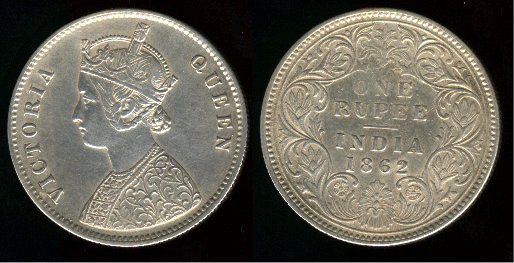
Brit India, 1862-es 1 rúpiás ezüstérme Viktória királynő portréjával.
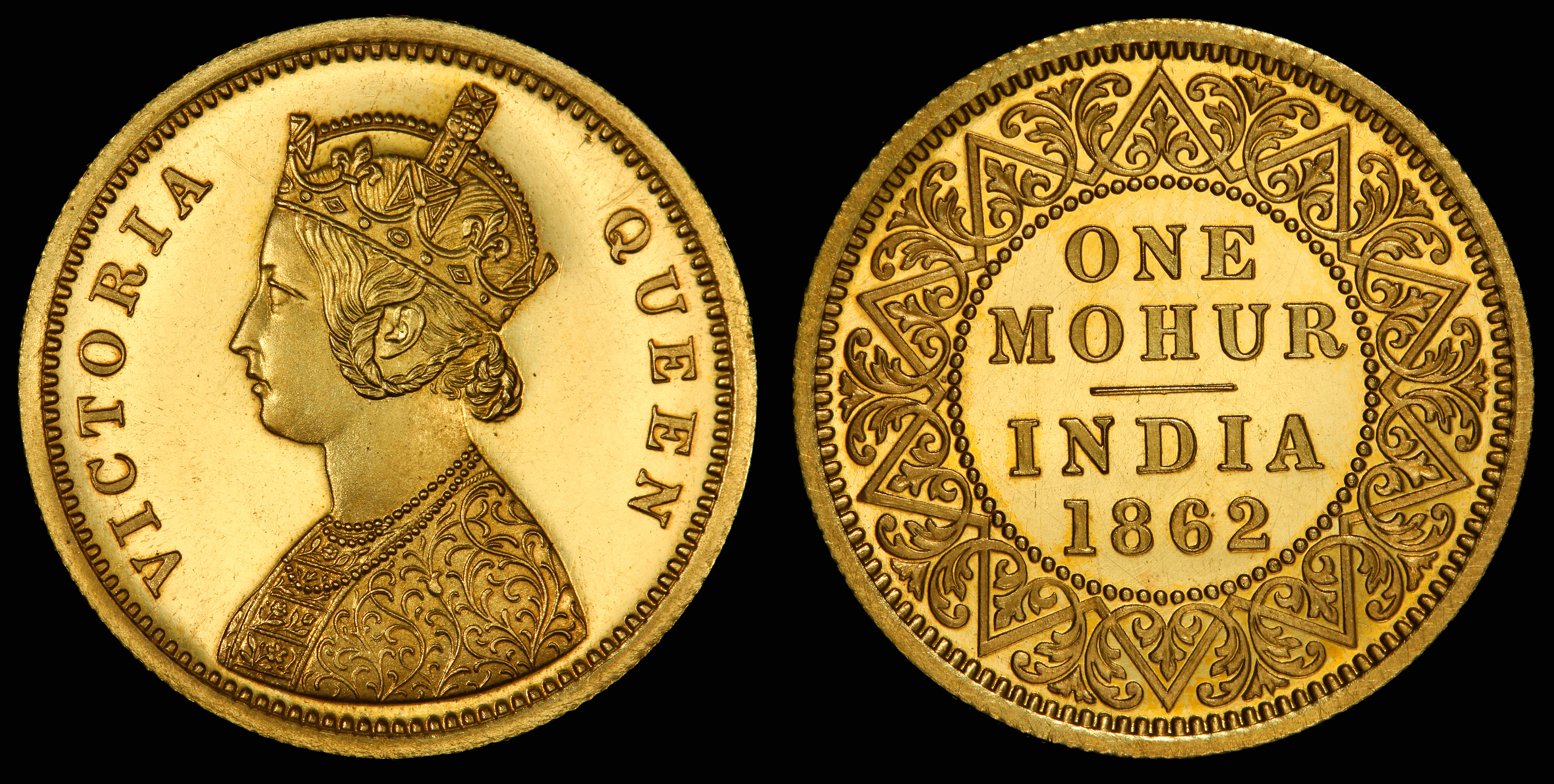
Brit India, 1862-es 1 mohur aranyérme (=15 ezüst rúpia) Viktória királynő portréjával.
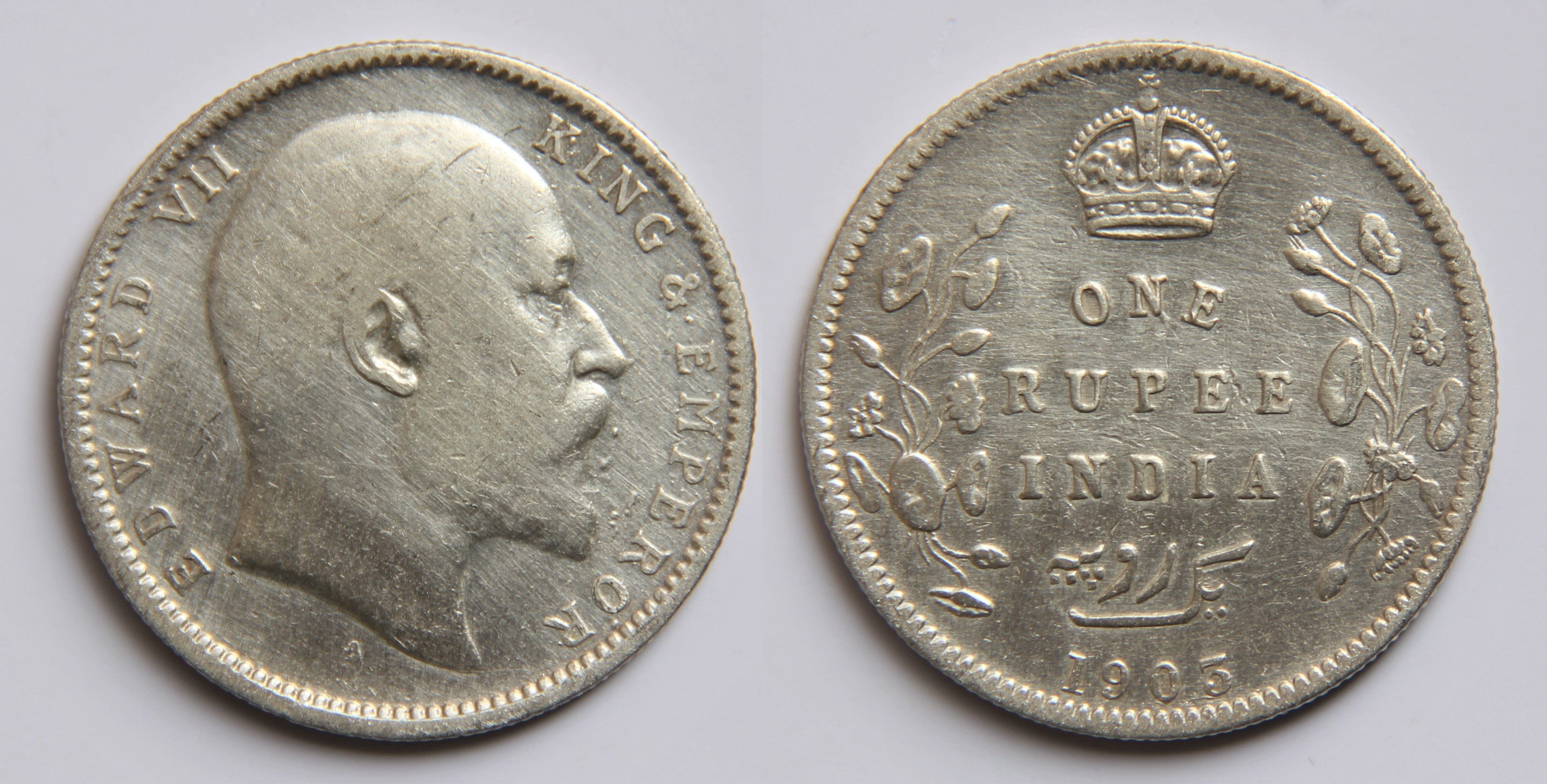
Brit India, 1905-ös 1 rúpiás ezüstérme VII. Eduárd brit király és India császára portréjával.
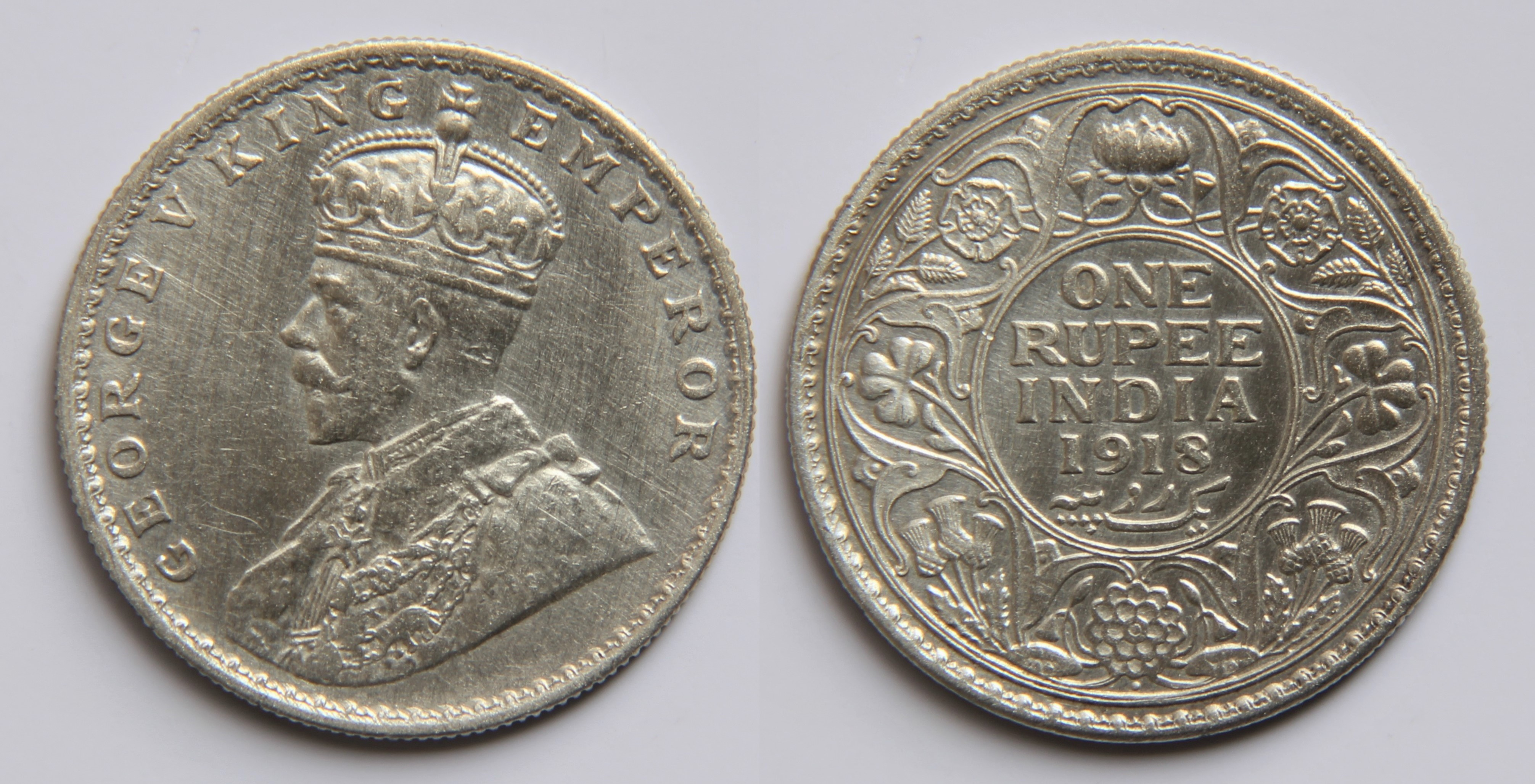
Brit India, 1918-as 1 rúpiás ezüstérme V. György brit király és India császára portréjával.
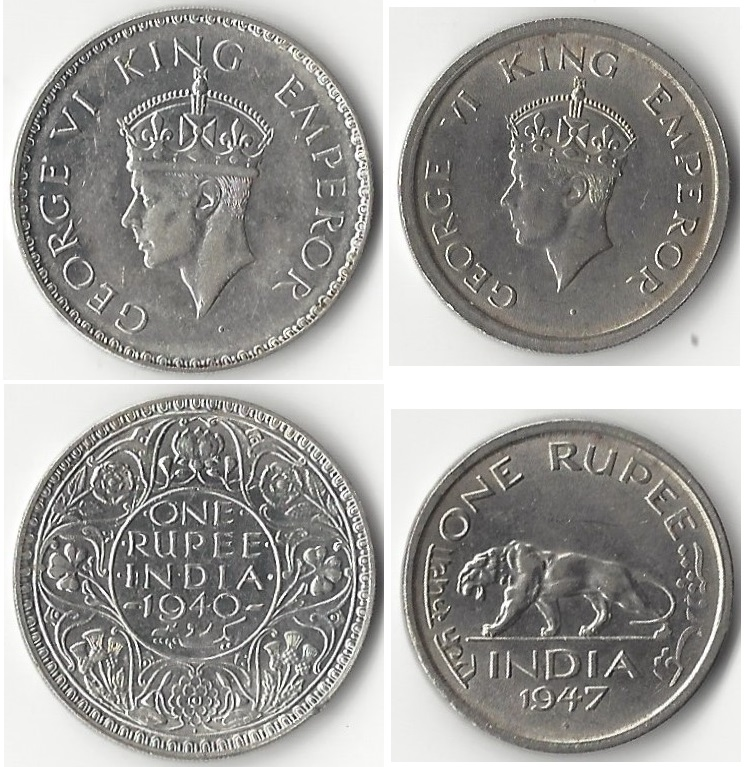
Brit India, 1940-es ezüst és 1947-es nikkel 1 rúpiás érmék VI. György brit király és India császára portréjával.

| Képek  | Képek  | Névérték | Műszaki paraméterek | Műszaki paraméterek | Műszaki paraméterek | Műszaki paraméterek                   | Verési évek | Kivonás       |
| Előlap | Hátlap | Névérték | Átmérő              | Tömeg               | Vastagság           | Összetétel                            | Verési évek | Kivonás       |
| ------ | ------ | -------- | ------------------- | ------------------- | ------------------- | ------------------------------------- | ----------- | ------------- |
|        |        | 25 paisa | 19 mm               | 2,83 g              | 1,55 mm             | Rozsdamentes acél                     | 1988-2002   | 2011. 06. 30. |
|        |        | 50 paisa | 22 mm               | 3,79 g              | 1,45 mm             | Rozsdamentes acél                     | 1988-2007   | Forgalomban   |
|        |        | 50 paisa | 22 mm               | 3,8 g               | 1,2 mm              | Rozsdamentes acél                     | 2008-2010   | Forgalomban   |
|        |        | 50 paisa | 19 mm               | 1,9 g               | 1,5 mm              | Rozsdamentes acél                     | 2011-2016   | Forgalomban   |
|        |        | 1 rúpia  | 25 mm               | 4,85 g              | 1,4 mm              | Rozsdamentes acél                     | 1992-2004   | Forgalomban   |
|        |        | 1 rúpia  | 25 mm               | 4,95 g              | 1,5 mm              | Rozsdamentes acél                     | 2004-2006   | Forgalomban   |
|        |        | 1 rúpia  | 25 mm               | 4,8 g               | 1,47 mm             | Rozsdamentes acél                     | 2007-2011   | Forgalomban   |
|        |        | 1 rúpia  | 21,93 mm            | 3,76 g              | 1,45 mm             | Rozsdamentes acél                     | 2011-2019   | Forgalomban   |
|        |        | 2 rúpia  | 26 mm               | 6 g                 | 1,71 mm             | Réz-nikkel                            | 1992-2004   | Forgalomban   |
|        |        | 2 rúpia  | 26,75 mm            | 5,8 g               | 1,3 mm              | Rozsdamentes acél                     | 2005-2007   | Forgalomban   |
|        |        | 2 rúpia  | 27 mm               | 5,8 g               | 1,5 mm              | Rozsdamentes acél                     | 2007-2011   | Forgalomban   |
|        |        | 2 rúpia  | 25 mm               | 4,9 g               | 1,54 mm             | Rozsdamentes acél                     | 2011-2019   | Forgalomban   |
|        |        | 2 rúpia  | 23 mm               | 4,07 g              | N/A                 | Rozsdamentes acél                     | 2019-2021   | Forgalomban   |
|        |        | 5 rúpia  | 23 mm               | 9 g                 | 3 mm                | Réz-nikkel                            | 1992-2004   | Forgalomban   |
|        |        | 5 rúpia  | 23 mm               | 6 g                 | N/A                 | Rozsdamentes acél                     | 2007        | Forgalomban   |
|        |        | 5 rúpia  | 23 mm               | 6 g                 | 2,1 mm              | Rozsdamentes acél                     | 2007-2008   | Forgalomban   |
|        |        | 5 rúpia  | 23 mm               | 6 g                 | 1,9 mm              | Nikkel-sárgaréz                       | 2009-2010   | Forgalomban   |
|        |        | 5 rúpia  | 23 mm               | 6 g                 | 1,9 mm              | Nikkel-sárgaréz                       | 2011-2019   | Forgalomban   |
|        |        | 5 rúpia  | 25 mm               | 6,74 g              | N/A                 | Nikkel-sárgaréz                       | 2019-2021   | Forgalomban   |
|        |        | 10 rúpia | 27 mm               | 7,71 g              | 1,8 mm              | Réz-nikkel mag, alumínium-bronz gyűrű | 2005-2007   | Forgalomban   |
|        |        | 10 rúpia | 27 mm               | 7,71 g              | 1,75 mm             | Réz-nikkel mag, alumínium-bronz gyűrű | 2008-2010   | Forgalomban   |
|        |        | 10 rúpia | 27 mm               | 7,71 g              | 1,7 mm              | Réz-nikkel mag, alumínium-bronz gyűrű | 2011-2019   | Forgalomban   |
|        |        | 10 rúpia | 27 mm               | 7,74 g              | N/A                 | Nikkel-sárgaréz mag és gyűrű          | 2019-2022   | Forgalomban   |
|        |        | 20 rúpia | 27 mm               | 8,65 g              | 2,15 mm             | Nikkel-sárgaréz mag, réz-nikkel gyűrű | 2019-2022   | Forgalomban   |

## Bankjegyek

### Régebbi bankjegyek

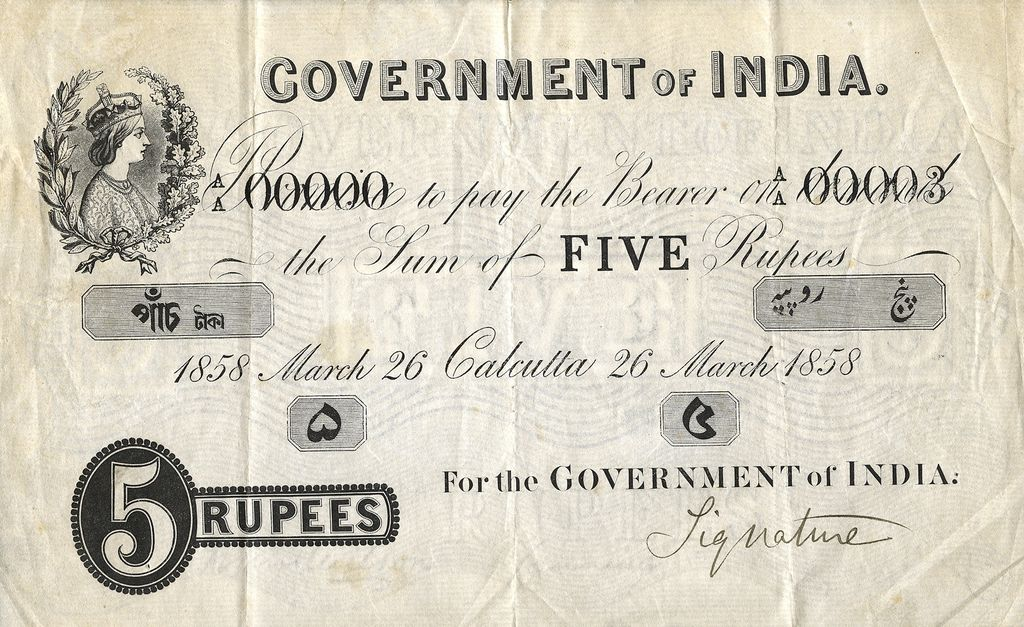
Brit indiai (Government of India) 1858-as kibocsátású 10 rúpiás, Viktória királynő portréjával.
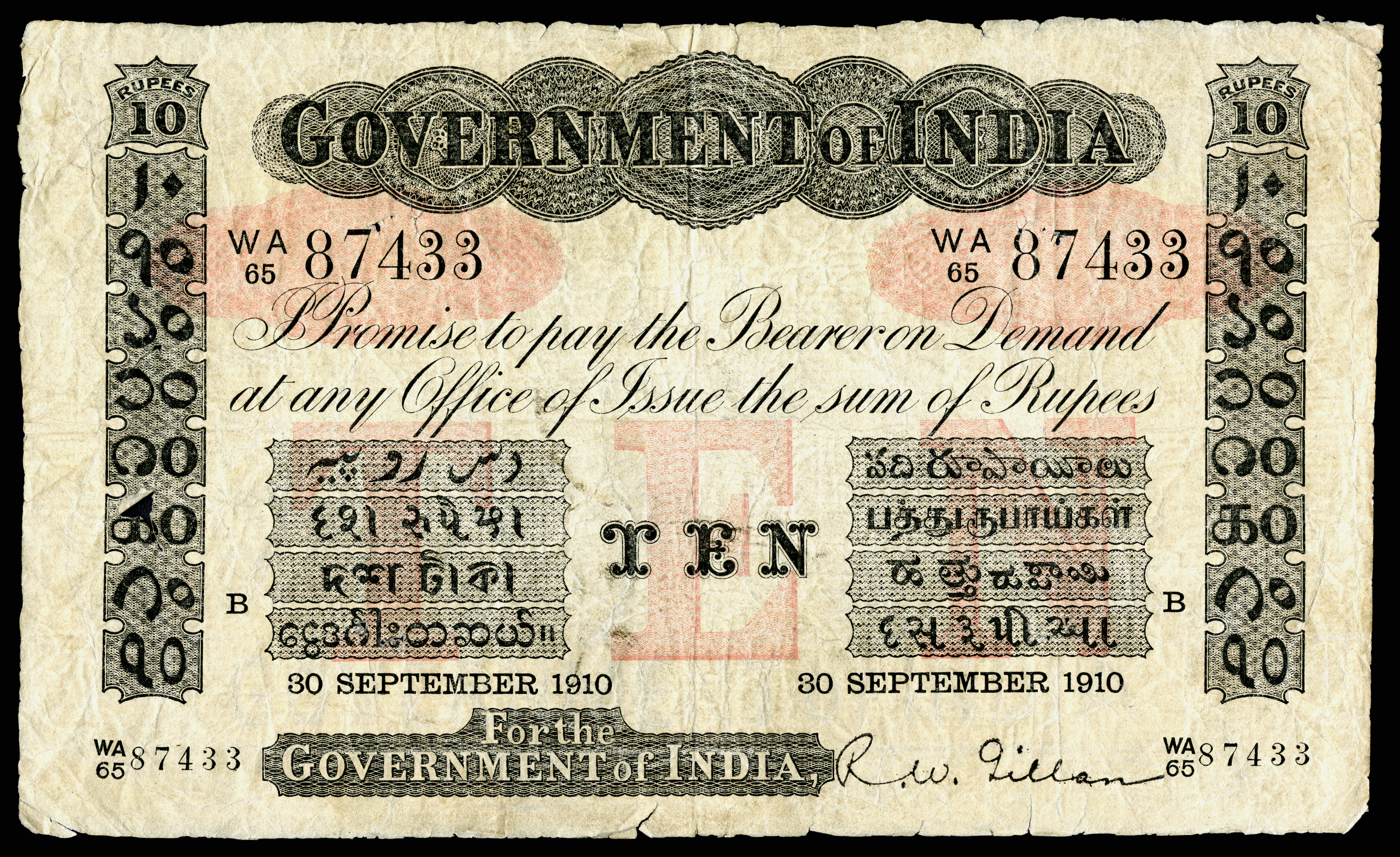
Brit indiai (Government of India) 1910-es kibocsátású 10 rúpiás.
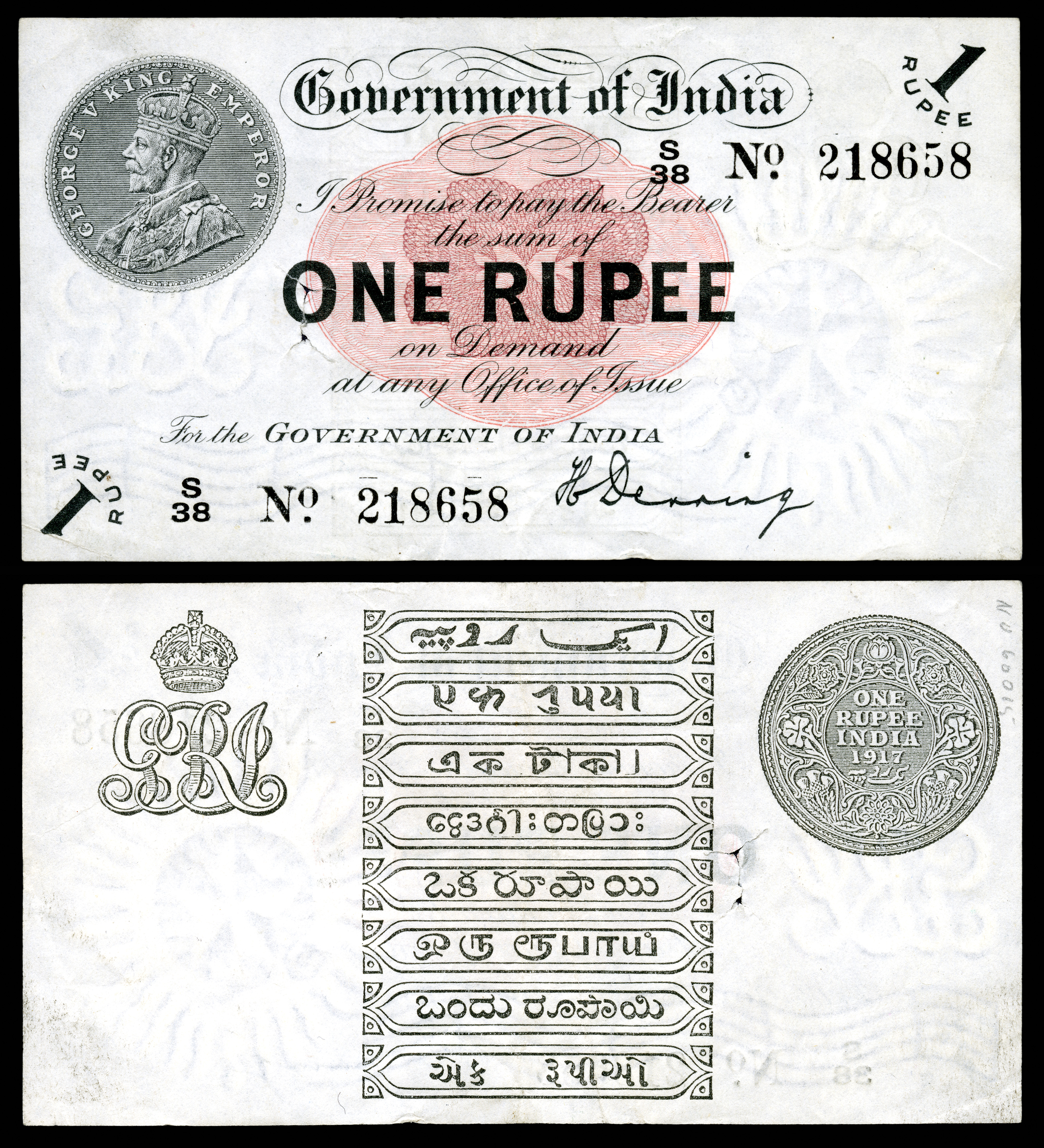
Brit India (Government of India) 1 rúpiás címlete 1917-ből V. György érmeportréjával.
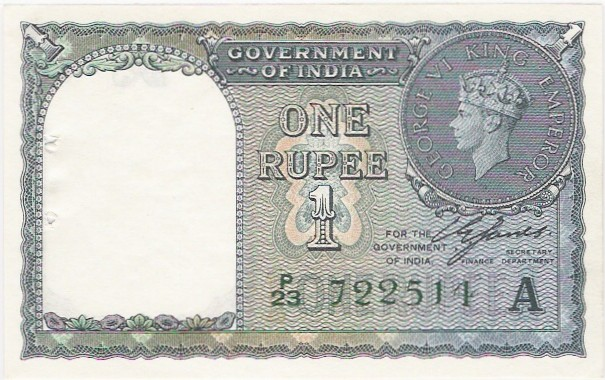
Brit indiai (Government of India) 1 rúpiás, a II. világháború alatt, az 1 rúpiás ezüstérmék kiváltására bocsátották ki. A jobb sarokban egy VI. György ezüstrúpia ábrázolása látható.
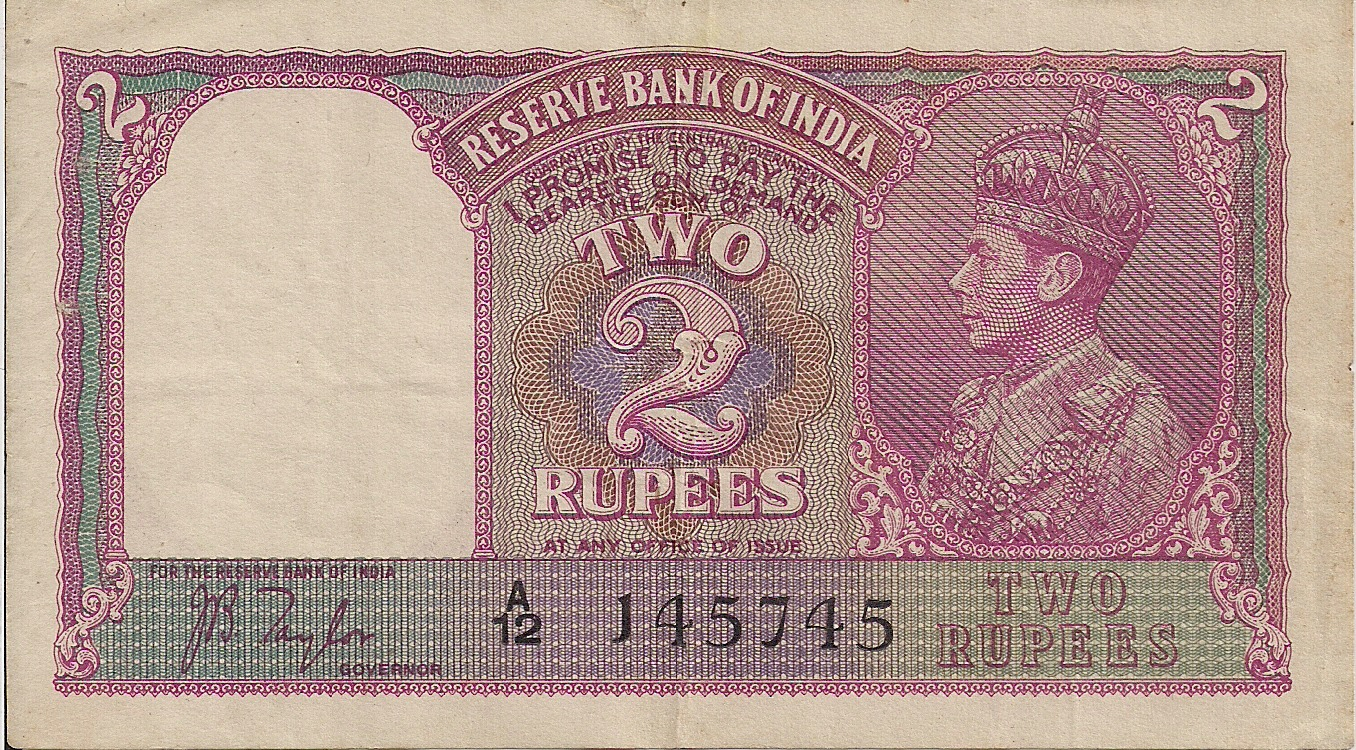
1937-es szériájú brit indiai (Reserve Bank of India) 2 rúpiás bankjegy előoldala VI. György király és császár portréjával.
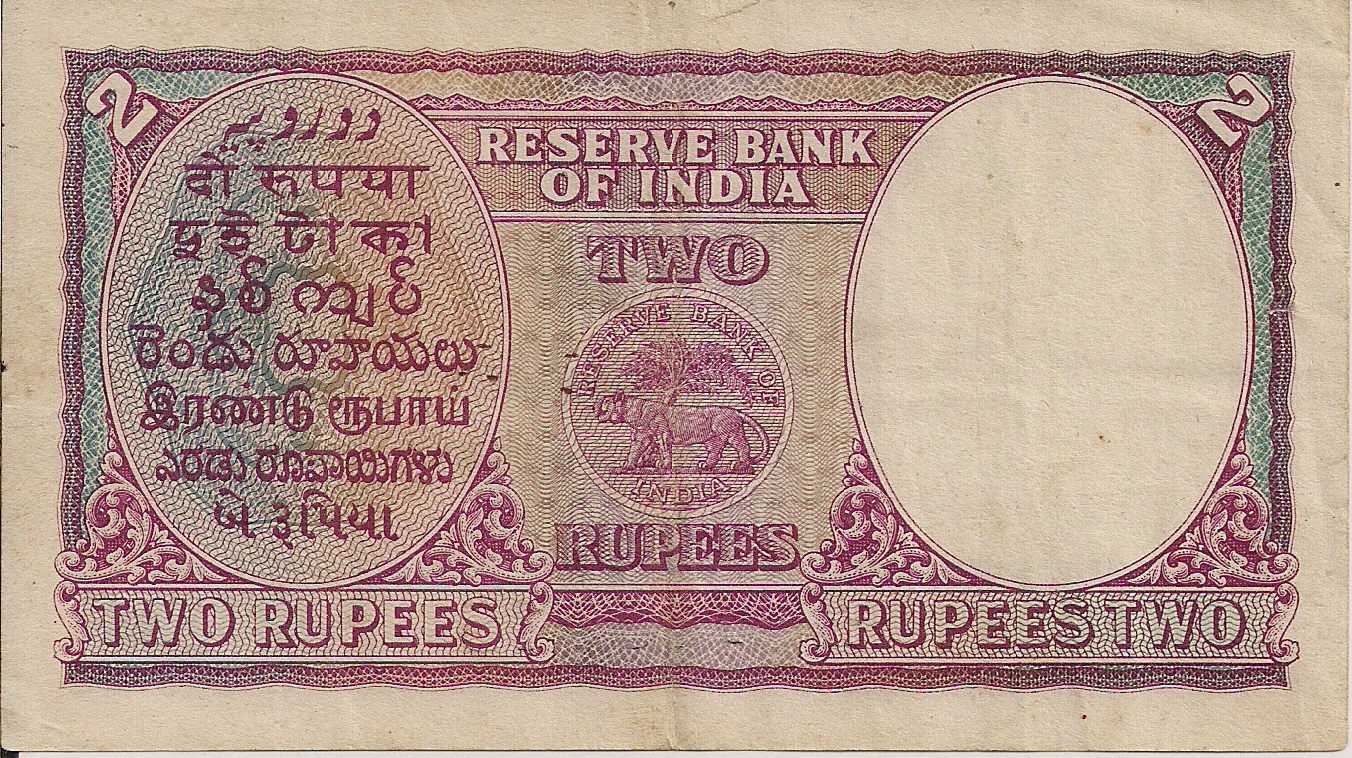
1937-es szériájú brit indiai 2 rúpiás bankjegy hátoldala.
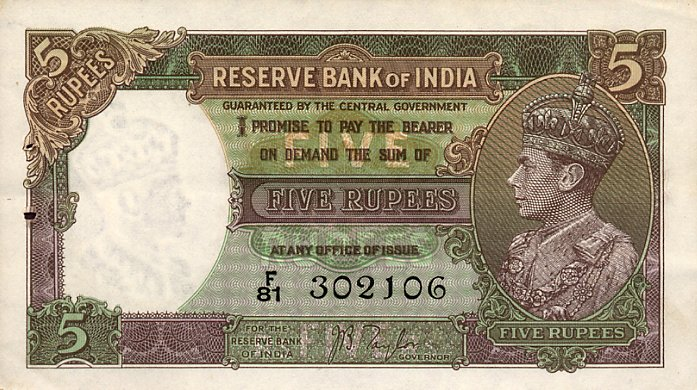
1938-as szériájú brit indiai (Reserve Bank of India) 5 rúpiás bankjegy VI. György király és császár portréjával.
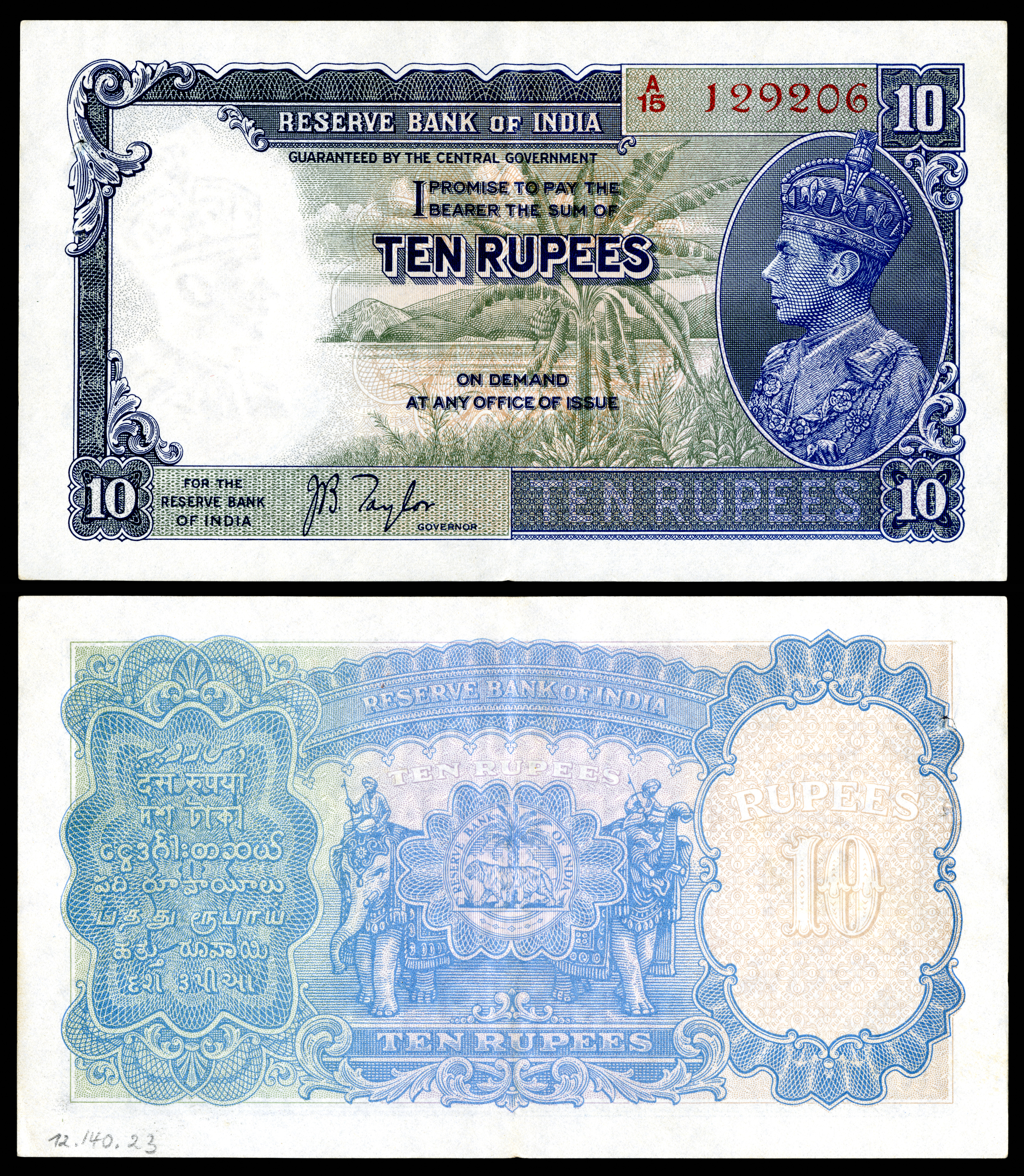
1938-as szériájú brit indiai (Reserve Bank of India) 10 rúpiás bankjegy VI. György király és császár portréjával.
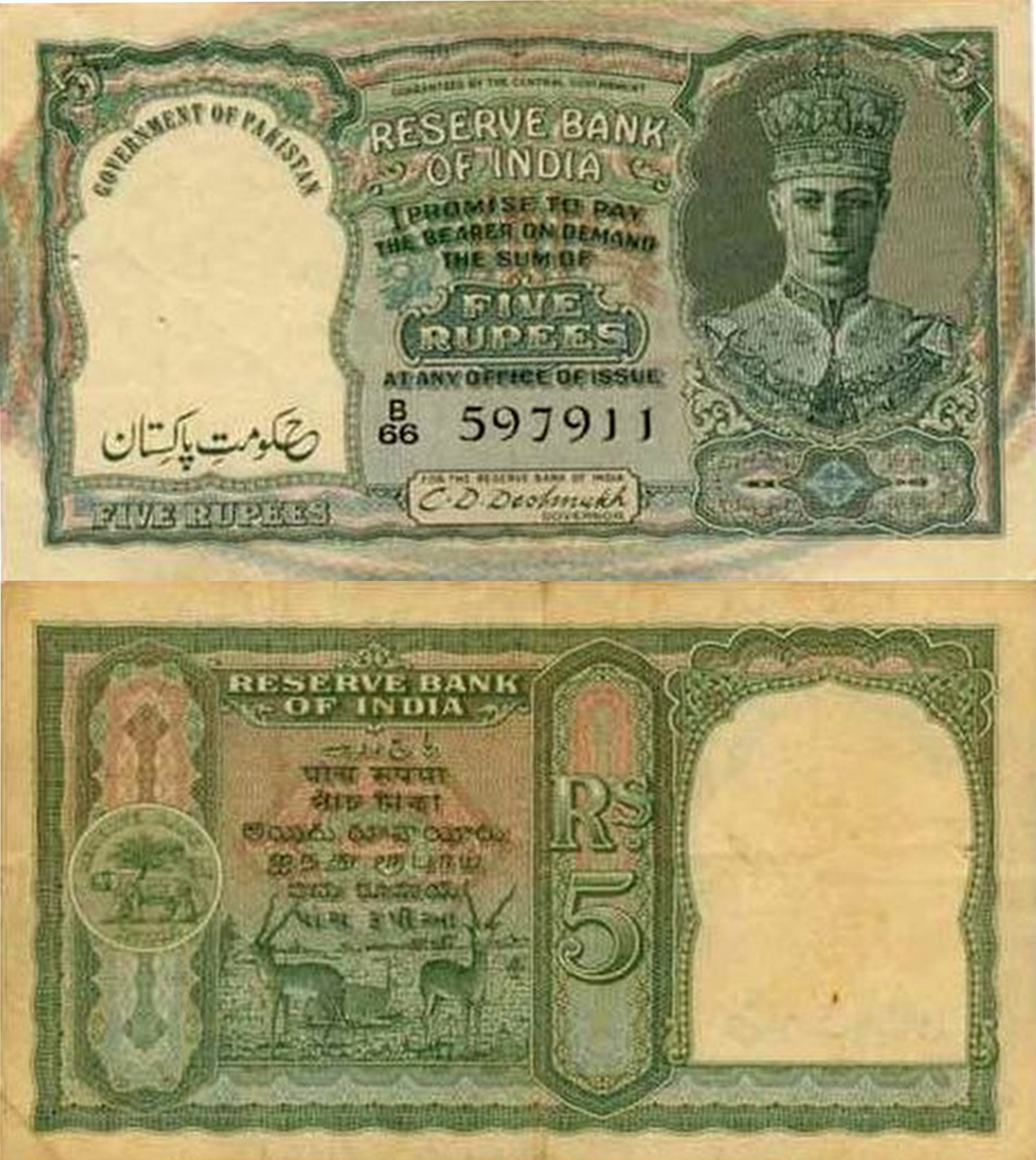
1943-as szériájú brit indiai (Reserve Bank of India) 5 rúpiás bankjegy VI. György király és császár portréjával, 1948-as Pakisztán Kormánya (Government of Pakistan) felülbélyegzéssel.

### 1996-os sorozat
A bankjegyeken a névértéket 15 nyelven írják ki:
- asszámi
- bengáli
- gudzsaráti
- kannada
- kasmíri
- konkani
- malajalam
- maráti
- nepáli
- oraji
- pandzsábi
- szanszkrit
- tamil
- telugu
- urdu

2015-ben 20 év után ismét kibocsátanak 1 rúpiás bankjegyet.
| Névérték   | Méret       | Szín        | Leírás                      | Leírás                     | Dátumok   | Dátumok           | Dátumok           |
| Névérték   | Méret       | Szín        | Előoldal                    | Hátoldal                   | nyomtatás | kibocsátás        | visszavonás       |
| ---------- | ----------- | ----------- | --------------------------- | -------------------------- | --------- | ----------------- | ----------------- |
| 1 rúpia    | 97 x 63 mm  | kék         | 1 rúpiás érme               | tengeri uralkodó           | 2014      | 2015. február 15. | forgalomban       |
| 5 rúpia    | 117 × 63 mm | zöld        | Mohandász Karamcsand Gandhi | Mezőgazdasági vontató      | 2002      | 2002              | forgalomban       |
| 10 rúpia   | 123×63 mm   | rózsaszín   | Mohandász Karamcsand Gandhi | 2017                       | 2018      | 2018. január 5.   | 2018              |
| 10 rúpia   | 137 × 63 mm | narancs     | Mohandász Karamcsand Gandhi | orrszarvú, elefánt, tigris | 1996      | 1996              |                   |
| 20 rúpia   | 147 × 63 mm | vörös       | Mohandász Karamcsand Gandhi | Pálmafa                    | 2002      | 2002              | forgalomban       |
| 50 rúpia   | 147 × 73 mm | ibolya      | Mohandász Karamcsand Gandhi | Parlament                  | 1997      | 1997              | 2018              |
| 100 rúpia  | 157 × 73 mm | kék, ibolya | Mohandász Karamcsand Gandhi | Himalája                   | 1996      | 1996              |                   |
| 500 rúpia  | 167 × 73 mm | szürke      | Mohandász Karamcsand Gandhi | Satyagrahai só             | 1997      | 1997              | 2016. november 8. |
| 1000 rúpia | 177 × 73 mm | rózsaszín   | Mohandász Karamcsand Gandhi | India gazdasága            | 2000      | 2000              | 2016. november 8. |

### 2016-os sorozat
2016-ban kezdték el bevezetni a jelenleg is használt sorozatot.
| Kép    | Kép    | Névérték   | Méret       | Szín                        | Leírás         | Leírás             | Leírás     | Dátumok              | Dátumok |
| Előlap | Hátlap | Névérték   | Méret       | Szín                        | Előlap         | Hátlap             | Kibocsátás | Visszavonás          |         |
| ------ | ------ | ---------- | ----------- | --------------------------- | -------------- | ------------------ | ---------- | -------------------- | ------- |
|        |        | 10 rúpia   | 123 x 63 mm | Mohandász Karamcsand Gandhi | csokoládébarna | Konark Sun Templom | 2018       | forgalomban          |         |
|        |        | 20 rúpia   | 129 × 63 mm | Mohandász Karamcsand Gandhi | sárgászöld     | Ellórai-barlangok  | 2019       | forgalomban          |         |
|        |        | 50 rúpia   | 135 × 66 mm | Mohandász Karamcsand Gandhi | kék            | Hampi Chariottal   | 2017       | forgalomban          |         |
|        |        | 100 rúpia  | 142 x 66 mm | Mohandász Karamcsand Gandhi | levendula      | Rani ki Vav        | 2018       | forgalomban          |         |
|        |        | 200 rúpia  | 146 × 66 mm | Mohandász Karamcsand Gandhi | sárga          | Szancsi sztúpa     | 2017       | forgalomban          |         |
|        |        | 500 rúpia  | 150 × 66 mm | Mohandász Karamcsand Gandhi | szürke         | Vörös Erőd (Delhi) | 2016       | forgalomban          |         |
|        |        | 2000 rúpia | 166 × 66 mm | Mohandász Karamcsand Gandhi | magenta        | Mangalyaan         | 2016       | 2023. szeptember 30. |         |